# Île de loisirs de Saint-Quentin-en-Yvelines
L'île de loisirs de Saint-Quentin-en-Yvelines est une base de plein air et de loisirs située dans le département des Yvelines. Elle est l'une des 12 îles de loisirs de la région Île-de-France.
Elle est située à 27 km au sud-ouest de Paris, à 23 km de Rambouillet et à 12 km de Versailles.

## Présentation
La base de loisirs de Saint-Quentin-en-Yvelines est implantée au nord-ouest de la ville nouvelle, sur le territoire communal de Trappes en Yvelines pour sa plus grande partie, à l'ouest, et celui de Montigny-le-Bretonneux pour l'est.
La base a été ouverte au public en 1973. Avec ses 600 hectares de superficie, c'est la plus grande des îles de loisirs d'Île-de-France. Son plan d'eau de 150 hectares, l'étang de Saint-Quentin, a servi de réserve d'eau aux fontaines du château de Versailles sous Louis XIV.
Elle est bordée au nord par la route nationale 12, à l'est par l'autoroute A12, au sud-est par la route nationale 10, au sud-ouest par la route départementale 912 et à l'ouest par la rocade R12.
L'entrée principale de la base se trouve au « rond-point Éric-Tabarly », sur la route départementale 912, à Trappes, pour le golf et les activités « terrestres » ou estivales. Pour les activités nautiques concernant l'étang, l'entrée se situe à Montigny-le-Bretonneux sur la « place de la Paix-Céleste », dans le quartier du « Pas du Lac » près du Vélodrome olympique.

## Gestion
L'île de loisirs de Saint-Quentin-en-Yvelines est, comme toutes celles d’Île-de-France, propriété de la région mais sa gestion est statutairement confiée à un syndicat mixte d'études d'aménagement et de gestion (SMEAG) comprenant la Région le Département des Yvelines et la communauté d'agglomération de Saint Quentin en Yvelines (CASQY). Elle est ouverte au grand public de 7 h 30 à 22 h en haute saison.
Ils sont 700 000 en 1991 et 200 000 à fréquenter le site en 1996.
La fréquentation annuelle est estimée à 582 000 visiteurs. Les mois de juillet et août constitue le pic de visite avec 30 % de la fréquentation annuelle. 54 % des visiteurs résident dans une commune située à moins de 10 km de l'île.
L'accès à la base est payant pour les véhicules.

## Activités
Diverses activités de loisirs peuvent y être pratiquées dont certaines en fonction des saisons.
Parmi les activités permanentes figurent :
- des activités nautiques :
  - planche à voile,
  - canoë,
  - voile ;
- des activités terrestres :

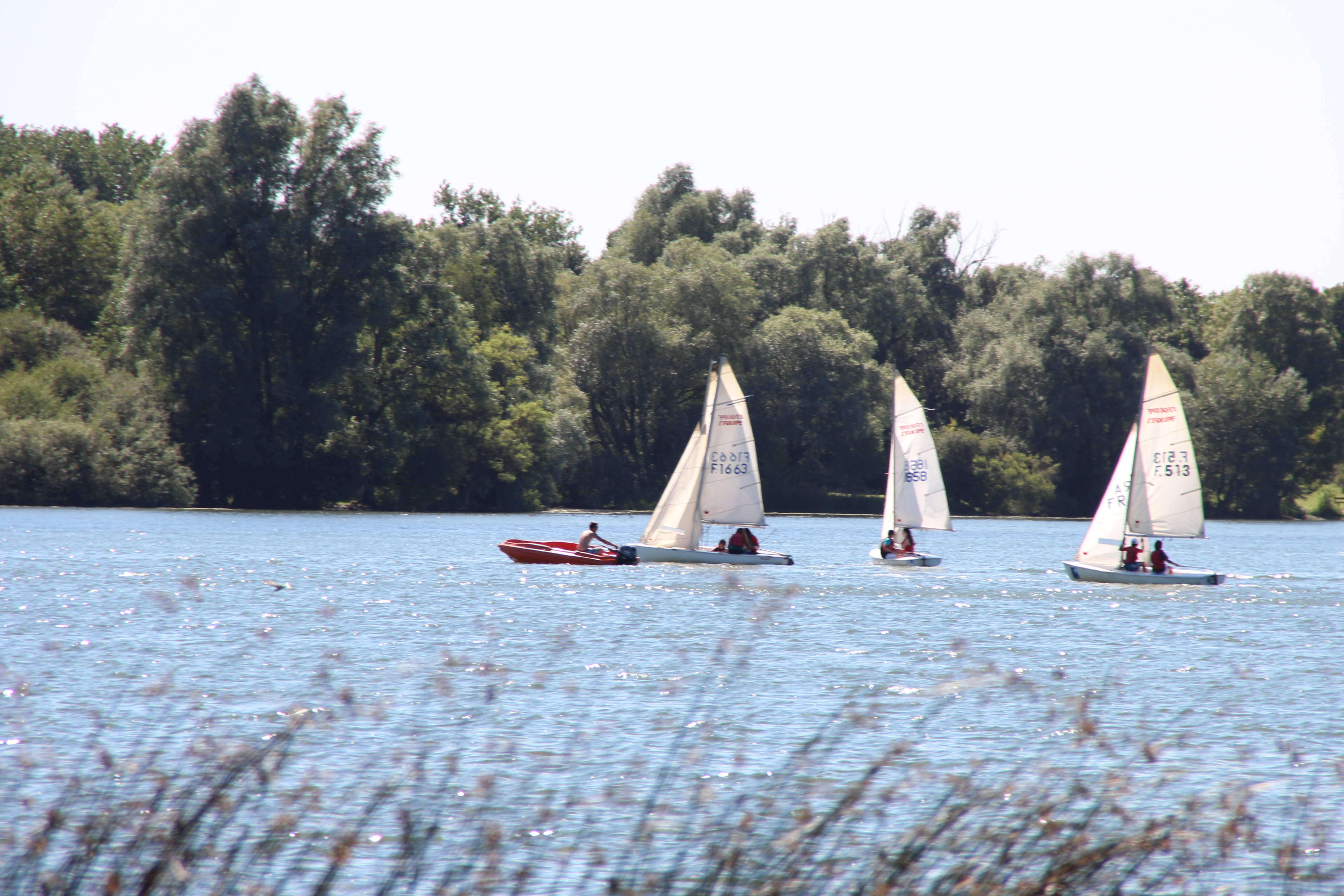
Nautisme à la base de loisirs.

  - équitation à cheval ou à poney, tout au long de l'année à partir de deux ans,
  - services : espace séjour 84 places, salles, trois restaurants, camping,
  - golf avec trois parcours (un 9 trous et deux 18 trous) et un practice,
  - quatre parcours aventure dans les arbres,
  - karting,
  - mini-golf,
  - parcours d'orientation,
  - La pêche.

À la belle saison, les activités suivantes peuvent y être pratiquées :
- plaine de jeux et aire de jeux d'eau.
- vélo ou rosalie (en location), quad (6-11 ans), trampoline, manège,
- parcours aventure dans les arbres,
- parcours d'orientation,
- pêche, école de pêche,
- promenade en calèche,
- promenade en bateau,
- minigolf 18 trous,
- tennis de table,
- pique-nique.

## Activités et découvertes

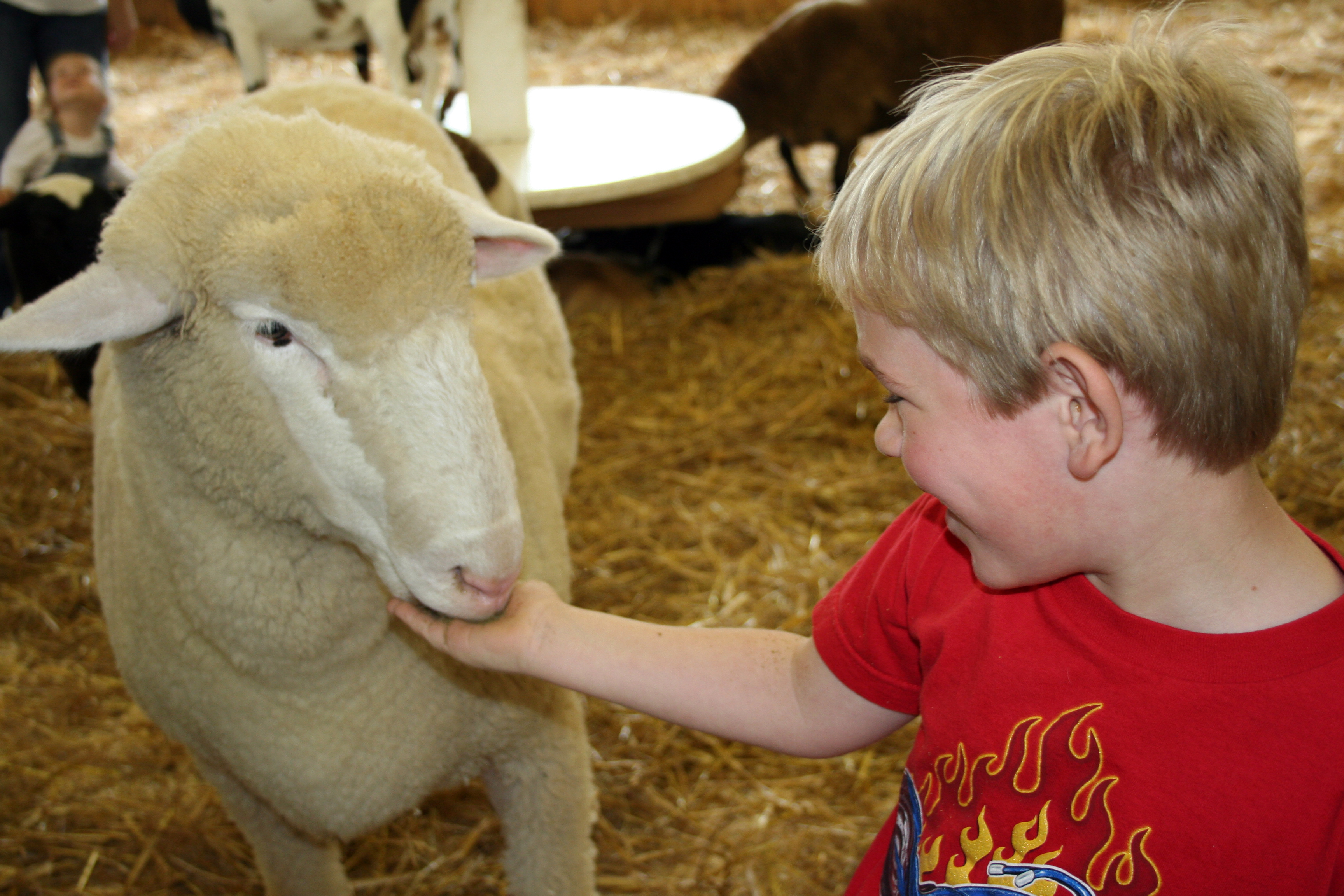
La ferme pédagogique est un des rares lieux où les jeunes urbains peuvent ré-entrer en contact direct avec les animaux domestiqués

- La ferme pédagogique est un des rares lieux où les jeunes urbains peuvent être en contact direct avec les animaux domestiqués.
- Les classes de voile.
- Les classes vertes ou les élèves alternent les cours et les activités de plein air (équitation, randonnée pédestre, canoë-kayak, etc.), pour une durée variant de une à trois semaines.

## La réserve naturelle
La réserve naturelle nationale de Saint-Quentin-en-Yvelines, classée Natura 2000 en 2003, mène depuis sa création en 1986 des actions concrètes en faveur de la protection des espèces et des habitats dans le cadre d’un plan de gestion et d’études scientifiques régulières. C'est un site naturel identifié pour la rareté ou la fragilité des espèces sauvages, animales ou végétales.
Elle sert de lieu d’hivernage à de nombreux oiseaux migrateurs. Plus de 230 espèces d'oiseaux peuplent les 90 hectares de la réserve.
Le paradoxe de l’étang de St Quentin est qu'il offre une réserve naturelle établie sur un étang artificiel.

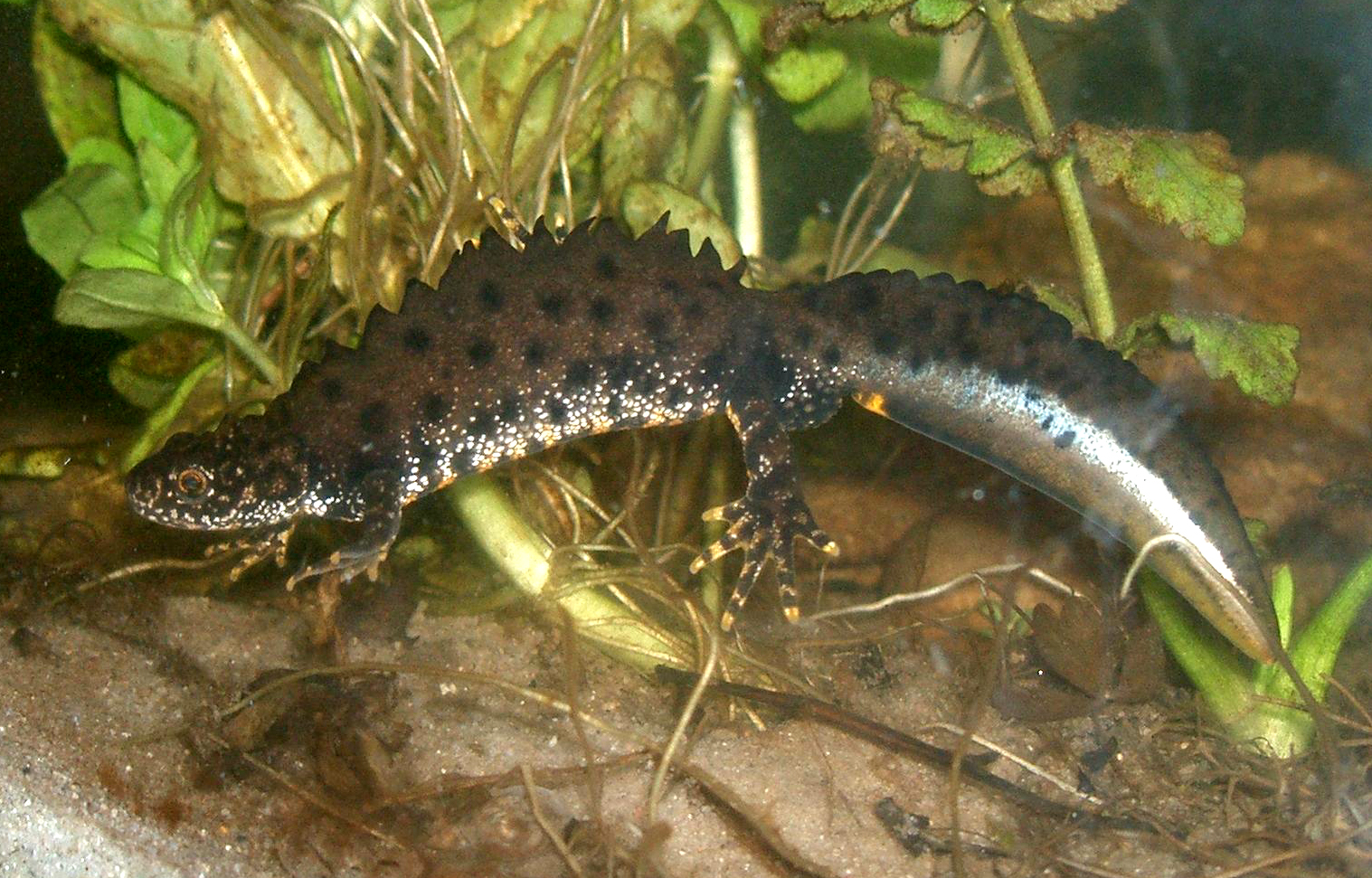
Mâle de triton crêté, en saison de reproduction

Les zones boisées et humides de la réserve naturelle sont prisées par les amphibiens qui s'y sont installés. Il y a la grenouille agile, le crapaud commun et le triton crêté, une espèce de grande taille, qui mesure jusqu'à 18 cm. Particulièrement protégé, ce petit animal arbore une crête dorsale en dents de scie, parfois assez haute et se prolongeant jusqu'à la queue, au printemps, durant la période de reproduction, ce qui lui donne une allure de dinosaure, est menacé d'extinction. Considéré comme une espèce vulnérable au livre rouge de la faune menacée, il est devenu intouchable et très protégé.
La réserve naturelle n’est pas en accès libre contrairement au reste de l’île de loisirs. Elle ouvre ses portes gratuitement plusieurs fois dans l’année. Ces visites sont proposées au moins une fois par mois, à des dates et horaires prédéfinis.
En 2021, la réserve naturelle nationale de Saint-Quentin-en-Yvelines est déclassée et une nouvelle réserve naturelle est créée, la réserve naturelle nationale des étangs et rigoles d'Yveline qui englobe l'ancienne réserve naturelle nationale de Saint-Quentin-en-Yvelines.